# 肖蒙山丘公園
肖蒙山丘公園（法語：Parc des Buttes-Chaumont）是位於法國首都巴黎東北部19區南部的一座公園。公園建設於拿破崙三世治世後期的1867年，當時巴黎處於喬治-歐仁·奧斯曼執政時期。公園面積24.73公頃，是巴黎面積第五大的綠地。公園最寬處達450米，周長2475米。在歷史上公園曾是一座採石場。

## 圖片

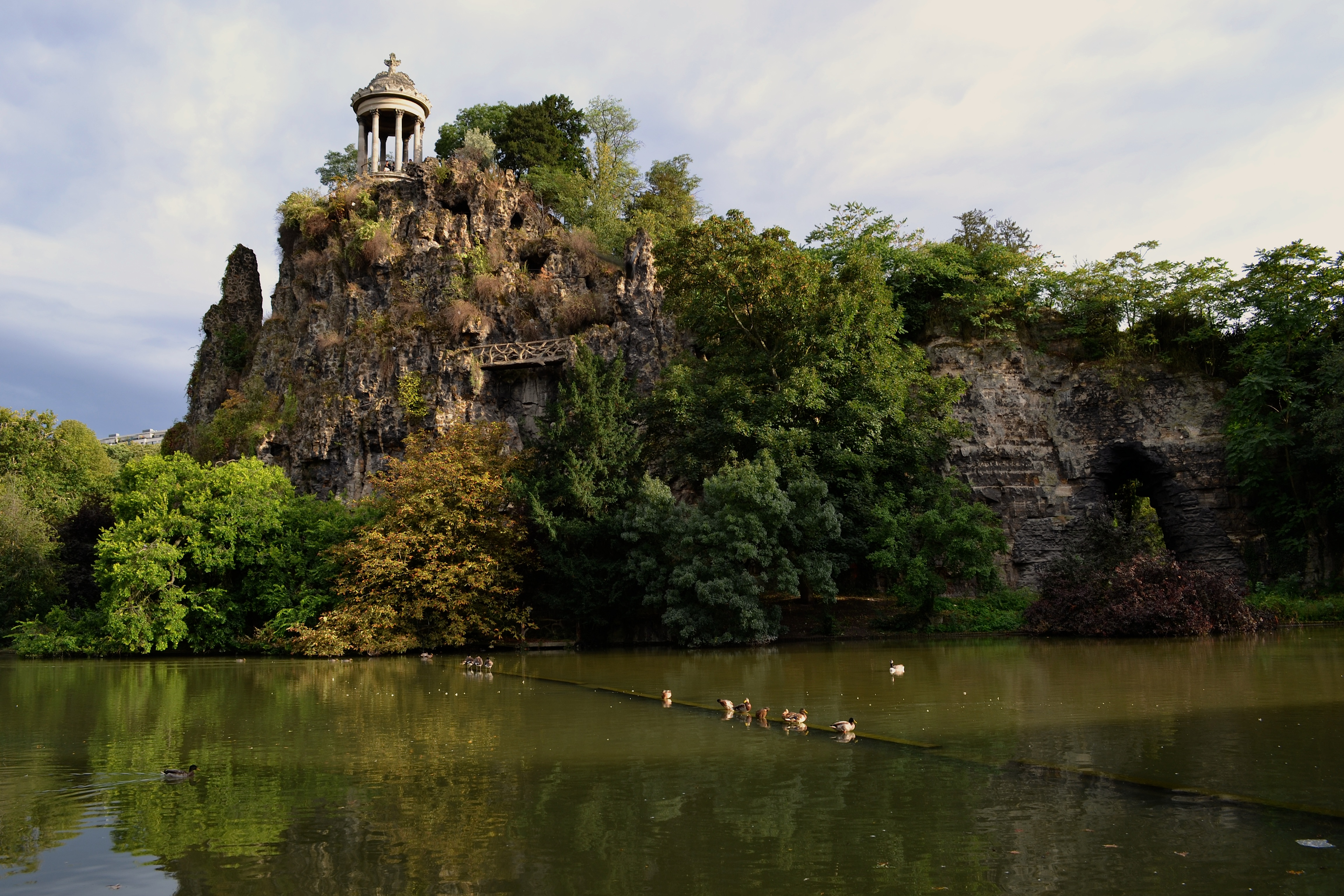
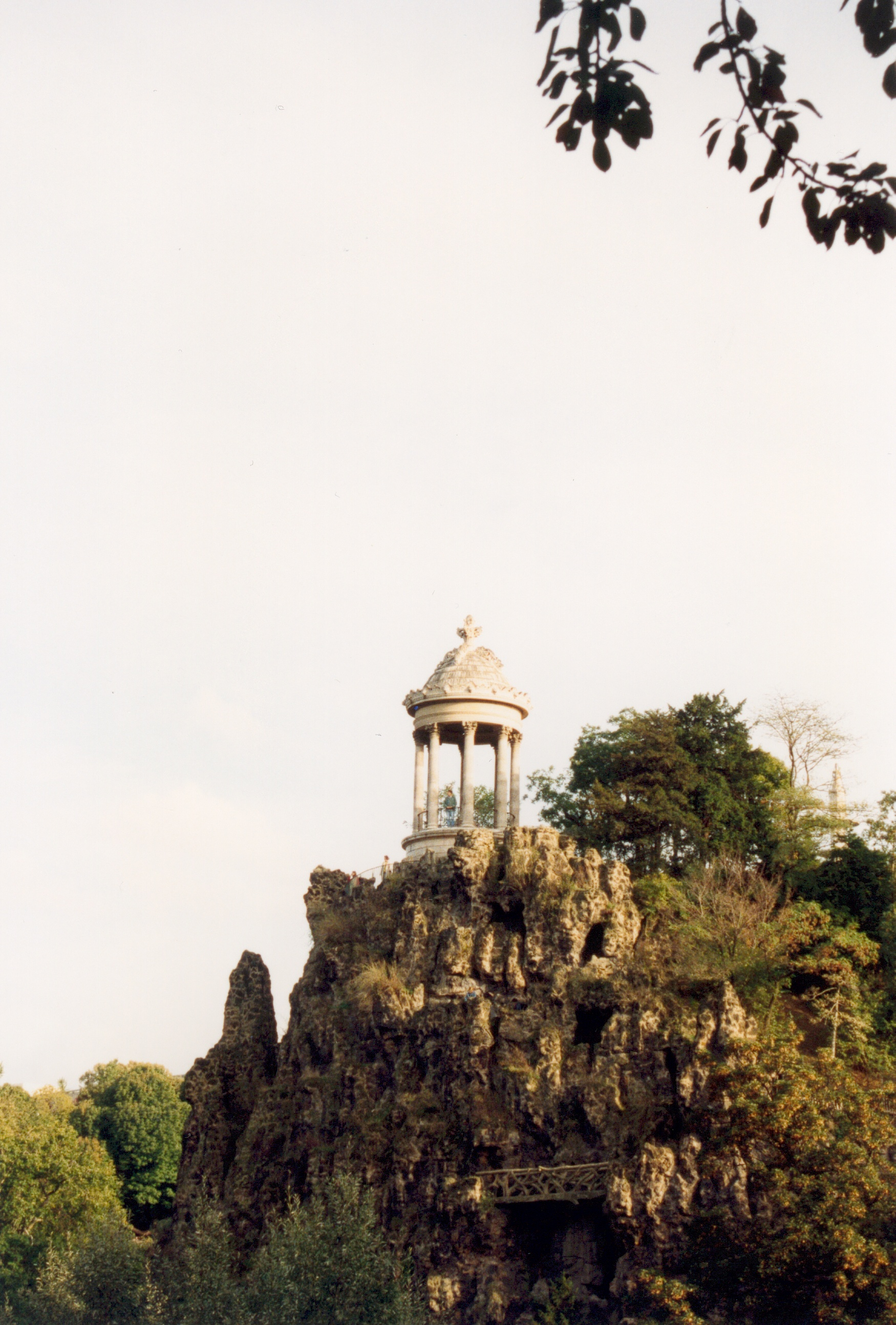
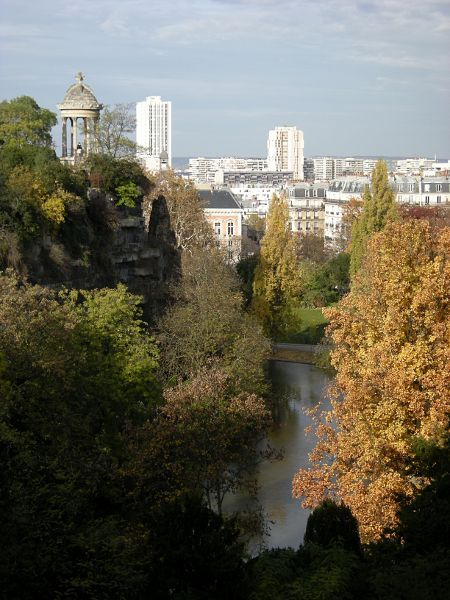
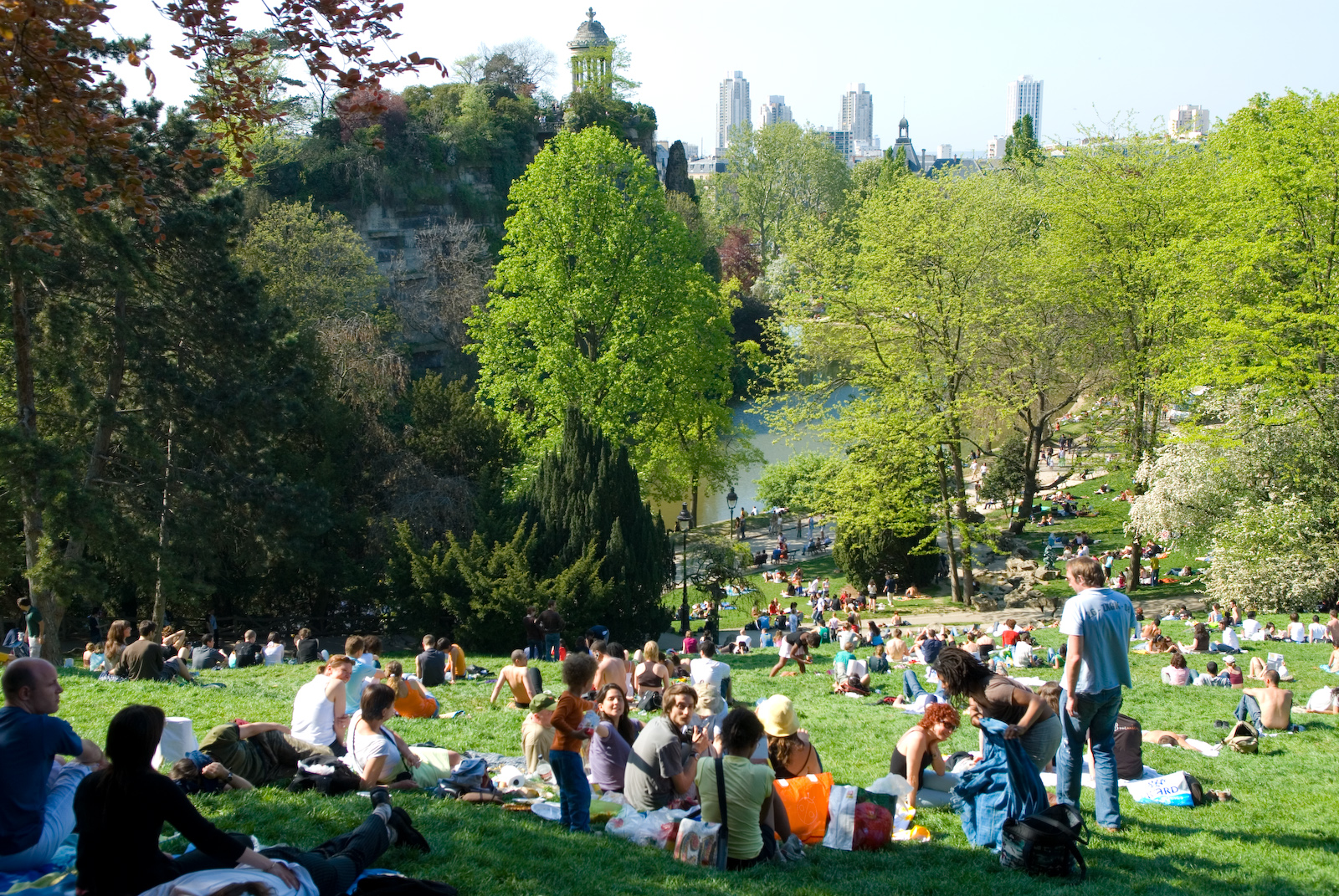
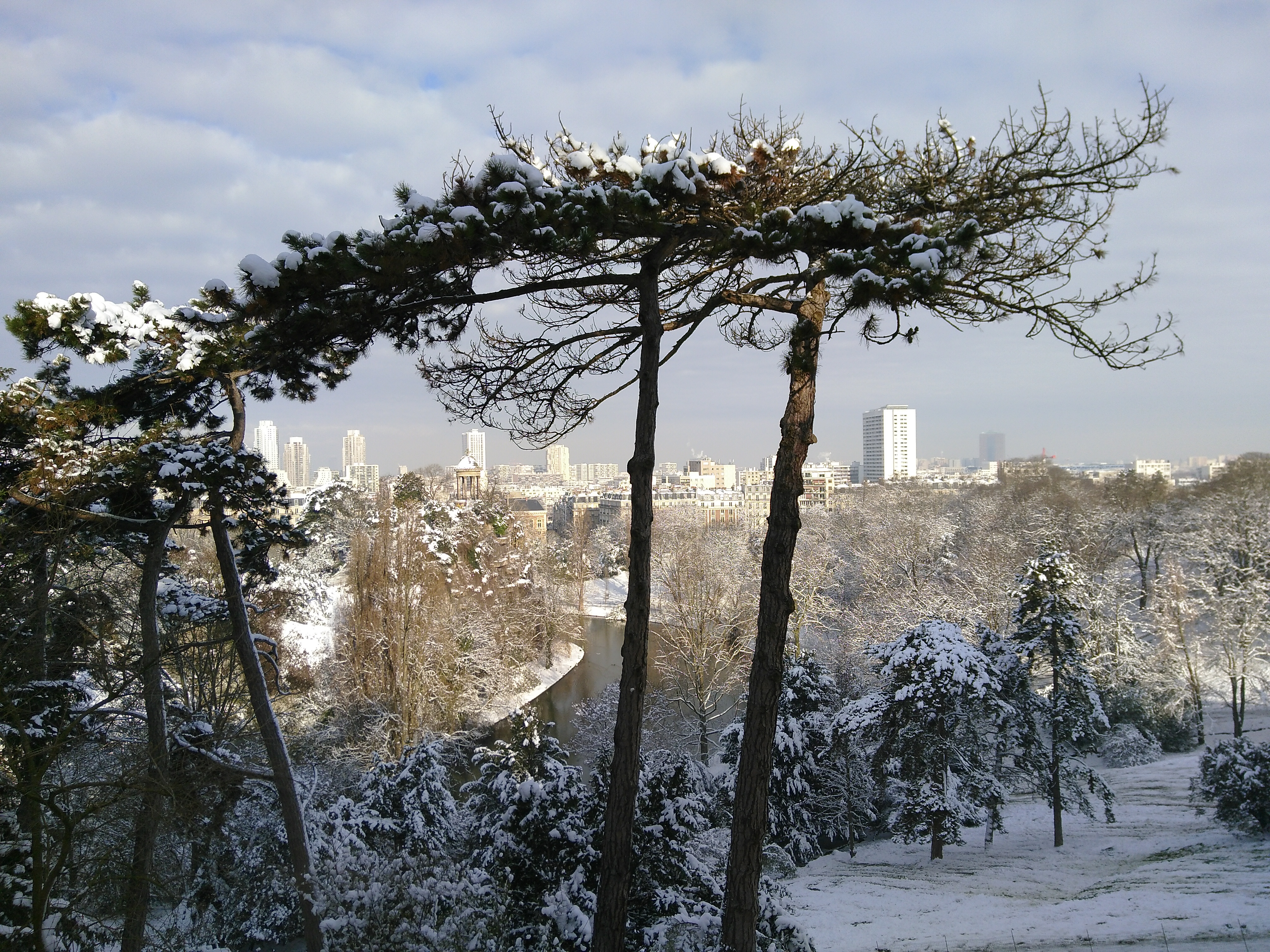